# Więzadło przeponowo-okrężnicze
Więzadło przeponowo-okrężnicze (łac. ligamentum phrenicocolicum) – w anatomii człowieka fałd otrzewnej, przebiegający od przepony do lewego zgięcia okrężnicy, obejmujący końcowy odcinek ogona trzustki, a także nerwy i naczynia śledzionowe. Na górnej powierzchni więzadła przeponowo-okrężniczego opiera się przedni koniec śledziony.